# Sesam (tidskrift)
Sesam var en litterär tidskrift som utkom 1946-1947.
Den startades av Uno Florén och Tore Zetterholm som en optimistisk motpol till tidskriften 40-tals dogmatiska pessimism. I Sesam debuterade författare som Sten Hagliden, Sara Lidman, Bengt Söderbergh och Per Erik Wahlund. 